# Orcaella heinsohni
El delfín beluga de Heinsohn o delfín de aleta chata australiano (Orcaella heinsohni) es una especie de cetáceo odontoceto de la familia Delphinidae. Es una especie de delfín australiano descubierta en 2005. Tiene tres colores, lo cual lo diferencia de delfín Irrawaddy, su pariente más cercano.
Ésta nueva especie tiene una frente redondeada, muy diferente a otras especies de delfines en Australia, y la aleta dorsal muy pequeña y "achatada" que la distingue de otros delfines en su área.
Su nombre científico es en honor a George Heinsohn, biólogo australiano que trabajó en la Universidad de James Cook.